# روي أبيرنيثي
روي أبيرنيثي (بالإنجليزية: Roy Abernethy)‏ هو كبير الإداريين التنفيذيين أمريكي، ولد في 29 سبتمبر 1906 في بنسيلفانيا في الولايات المتحدة، وتوفي في 28 فبراير 1977 في جوبيتر في الولايات المتحدة.